# Antony Worrall Thompson

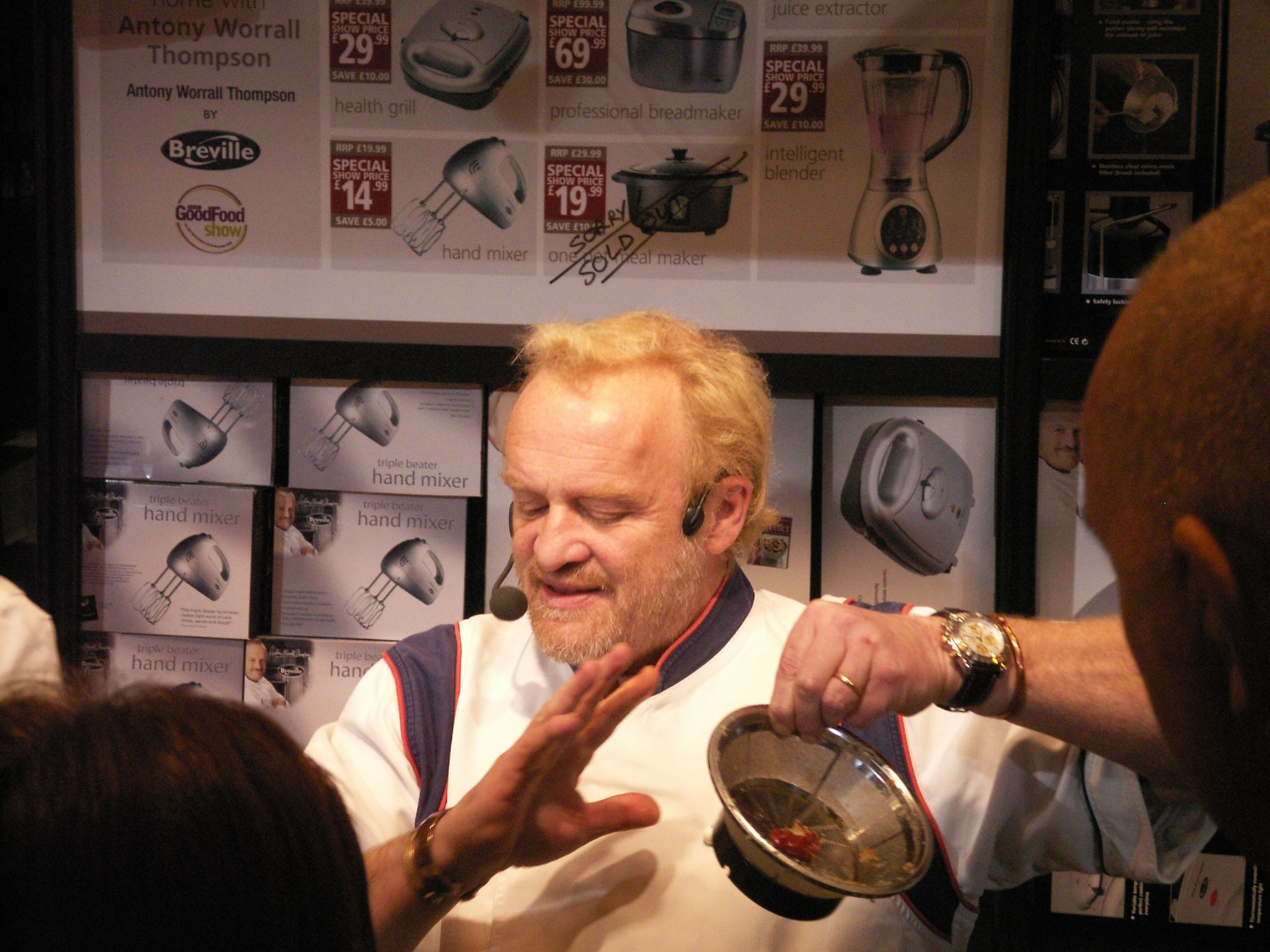

Antony Worrall Thompson (Stratford-upon-Avon, 1 mei 1951) is een Britse chef-kok en restaurateur. Van 2003 tot 2006 presenteerde hij bij de BBC het kookprogramma "Saturday Kitchen". Ook was hij een van de vaste chefs die deelnemen aan het BBC kookprogramma Ready Steady Cook.
Hij speelde een sleutelrol in het veranderen van het denken over cuisine in Groot-Brittannië. In baanbrekende restaurants als Menage-a-Trois en Woz bracht hij zijn gasten in aanraking met maaltijden waarin biologisch verantwoorde etenswaren op een eenvoudige manier werden bereid, en ook nog tegen een schappelijke prijs werden geserveerd.
Hij heeft een groot aantal kookboeken op zijn naam staan en daarnaast publiceert hij over meer serieuze onderwerpen als diabetes en obesitas. Ook heeft hij zijn naam verbonden aan biologisch verantwoorde producten en keukenapparatuur.
Hij is getrouwd met Jay, en heeft drie zoons en een dochter.
Hij heeft twee bijnamen: AWT en Wozza.
In 2003 nam hij deel aan "I'm A Celebrity... Get Me Out Of Here!", de Engelse variant van Bobo's In De Bush.
Worrall Thompson werd in januari 2012 door de Thames Valley Police gearresteerd, nadat hij op heterdaad op winkeldiefstal werd betrapt bij een Tesco supermarkt.